# Arthur Andrews
Arthur Fleming Andrews (né le 1er septembre 1876 à Muncie en Indiana aux États-Unis - mort le 20 mars 1930 à Long Beach aux États-Unis) est un coureur cycliste sur piste américain des années 1900.

## Palmarès
- 1904
  -  Médaillé de bronze en 5 mile aux Jeux olympiques de Saint-Louis
  -  Médaillé d'argent en 25 mile aux Jeux olympiques de Saint-Louis